# ČZ vz. 27
Vz. 27 là loại súng ngắn bán tự động được phát triển bởi nhà thiết kế Frantisek Myska của quân đội Tiệp Khắc. Đây là một mẫu đơn giản hóa của khẩu ČZ vz. 24 dùng để bắn loại đạn yếu hơn là 7,65x17 mm (.32 ACP) thích hợp hơn cho lực lượng thi hành công vụ và cảnh sát. Nhà máy Česká Zbrojovka đã đưa súng vào sản xuất hàng loạt từ năm 1927 cho đến khi loại súng tốt hơn là CZ 75 được đưa vào sản xuất thay thế. Đây là một trong các loại súng thành công nhất được sản xuất tại Tiệp Khắc với hơn 500.000 khẩu được chế tạo từ năm 1927 đến năm 1951, ngay cả khi Đức quốc xã chiếm đóng Tiệp Khắc súng vẫn được chế tạo nhưng với tên Pistole modell 27 hay P.27(t). Nó được sử dụng rộng rãi trong lực lượng cảnh sát và an ninh Tiệp Khắc cũng như được xuất khẩu cho nhiều nước khác trên thế giới.

## Thiết kế
ČZ vz. 27 sử dụng cơ chế nạp đạn blowback. Nòng súng sẽ cố định khi súng hoạt động nhưng nó rất dễ tháo ráp chỉ việc kéo khối trượt về phía sau và vặn nòng súng cho đến khi nó rời ra khỏi súng. Lò xo đẩy khối trượt trở về chỗ cũ nằm bên dưới nòng súng. Súng có thể khai hỏa với cả hai cơ chế hoạt động đơn và kép. Nút khóa an toàn của súng nằm ở bên trái súng phía trên tay cầm cò súng, khi khóa xạ thủ chỉ việc đẩy cần nút xuống nó sẽ không cho cò súng di chuyển còn để mở khóa thì chỉ việc nhấn vào một nút nhỏ phía dưới cần khóa để nó bật ra vào vị trí sẵn sàng chuẩn bị bắn.
Hệ thống nhắm cơ bản của súng là điểm ruồi. Hộp đạn của súng chỉ có một hàng chứa từ 8 đến 9 viên tùy loại.